# Charlize Theron
Charlize Theron (wym. afr. [ʃɐrˈlis ˈtron]; ur. 7 sierpnia 1975 w Benoni) – południowoafrykańska aktorka i producentka filmowa. Jest laureatką kilku nagród, w tym: Oscara, Złotego Globu, American Cinematheque Award oraz Srebrnego Niedźwiedzia dla najlepszej aktorki. Magazyn Time nazwał ją jedną ze 100 najbardziej wpływowych ludzi na świecie w 2016 roku, a od 2019 jest jedną z najlepiej opłacanych aktorek na całym świecie. Posiada również obywatelstwo amerykańskie.
Theron zyskała międzynarodowe znaczenie w latach 90. XX w., grając główne role żeńskie w hollywoodzkich filmach: Adwokat diabła (1997), Wielki Joe (1998) i Wbrew regułom (1999). W 2003 spotkała się z uznaniem krytyków za rolę seryjnej morderczyni Aileen Wuornos w filmie Monster, za którą później otrzymała Oscara dla najlepszej aktorki pierwszoplanowej, stając się pierwszą osobą pochodzącą z południowej Afryki, która otrzymała Oscara w kategorii aktorskiej. Została nominowana do Oscara w 2005 roku za kreację wykorzystywanej seksualnie kobiety, poszukującej sprawiedliwości w dramacie Daleka północ. Od tego czasu Charlize Theron zagrała w kilku topowych filmach akcji, takich jak: Hancock (2008), Królewna Śnieżka i Łowca (2012), Prometeusz (2012), Mad Max: Na drodze gniewu (2015), Szybcy i wściekli 8 (2017) oraz Atomic Blonde (2017). Została pochwalona za rolę niespokojnej kobiety w komedio-dramacie Jasona Reitmana Kobieta na skraju dojrzałości (2011), Tully (2018) oraz Megyn Kelly w dramacie Gorący temat (2019), tym samym otrzymując trzecią nominację do Oscara dla najlepszej aktorki pierwszoplanowej.
Od początku XXI w. Theron rozpoczęła przygodę jako producentka filmowa ze swoją firmą Denver and Delilah Productions. Wyprodukowała wiele filmów, a w części z nich zagrała role drugoplanowe, na przykład Granice miłości (2008), Mroczny Zakątek (2015) i Niedobrani (2019). W 2007 Charlize Theron została obywatelką Stanów Zjednoczonych, zachowując swoje obywatelstwo południowoafrykańskie.

## Dzieciństwo
Theron urodziła się w Benoni na ówczesnej prowincji Transwal (teraz prowincja Gauteng) w Południowej Afryce. Jest jedynym dzieckiem Charlesa Theron (27 listopada 1947 – 21 czerwca 1991) i Gerdy Aletty Maritzm. Danie Theron, dowódca wojskowy Armii Burskiej w czasie II wojny burskiej, był przodkiem Charlize. Theron pochodzi z rodziny Afrykanerów, jest więc pochodzenia niderlandzkiego, francuskiego oraz niemieckiego. „Theron” jest nazwiskiem oksytańskim (oryginalnie pisane Théron), w języku afrikaans wymawiane [trɔn]. Dorastała na farmie rodziców w Benoni, niedaleko Johannesburga. 21 czerwca 1991 roku ojciec Theron, alkoholik, groził nastoletniej Charlize i jej matce, po czym zaatakował je i wystrzelił do nich z broni. Matka Theron zastrzeliła mężczyznę za pomocą własnego pistoletu. Zastrzelenie zostało prawnie uznane za samoobronę i matka Charlize nie została o nic oskarżona.
Theron uczęszczała do szkoły podstawowej Putfontein (Laerskool Putfontien). Był to okres w jej życiu, w którym jak sama określiła, „nie pasowała” do swoich rówieśników. W dzieciństwie często cierpiała z powodu żółtaczki. Przepisane jej antybiotyki sprawiły, że jej górne przednie mleczne zęby zaczęły gnić i musiały zostać operacyjnie usunięte, zaś stałe zęby nie wyrosły jej do około dziesiątego roku życia. W wieku trzynastu lat została wysłana do szkoły z internatem i rozpoczęła naukę w National School of the Arts w Johannesburgu. Mimo że Theron mówi biegle po angielsku, jej pierwszym językiem jest afrikaans.

## Kariera

### Początki (1991–1996)

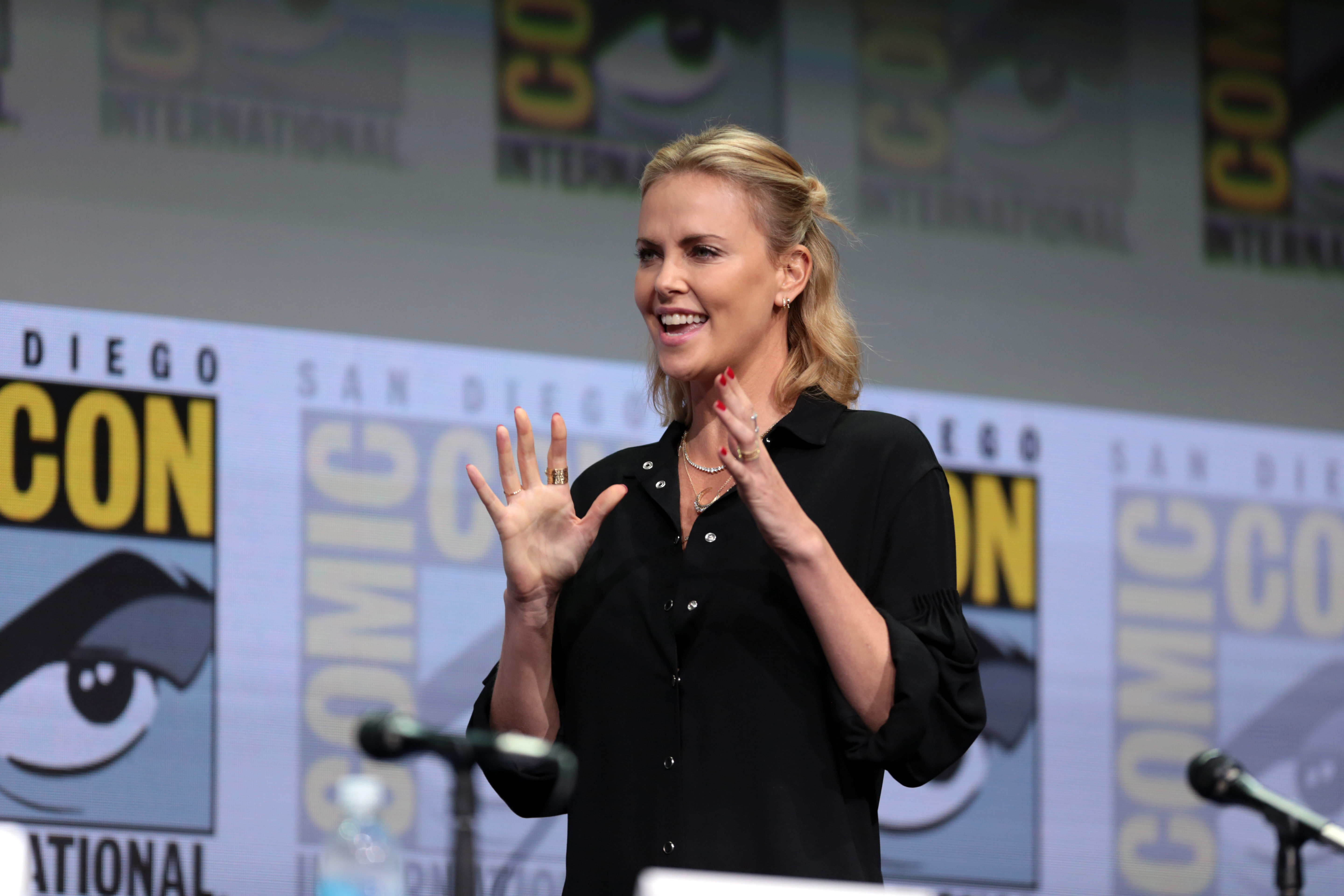
Charlize Theron na Comic-Con w San Diego w 2017

Chociaż postrzegała się jako tancerkę, w wieku 16 lat Theron wygrała roczny kontrakt modelingowy w lokalnym konkursie w Salerno i przeprowadziła się z matką do Mediolanu we Włoszech. Po spędzeniu roku na modelingu, jeżdżąc po całej Europie, wraz z matką przeprowadziły się do Stanów Zjednoczonych, najpierw do Nowego Jorku, a następnie do Miami. W Nowym Jorku uczęszczała do Joffrey Ballet School, gdzie trenowała jako tancerka baletowa, dopóki nie spotkała jej kontuzja kolana, która zamknęła przed nią tę ścieżkę kariery. Theron wspominała to w 2008 roku:
„Pojechałam do Nowego Jorku na 3 dni, aby pracować jako modelka, następnie spędziłam zimę w Nowym Jorku w bezokiennej piwnicy mojej przyjaciółki. Byłam spłukana, tańczyłam w Joffrey Ballet School, gdy moje kolana się poddały. Uświadomiłam sobie, że nie mogę już tańczyć i popadłam w poważną depresję. Moja mama przyjechała z Afryki i powiedziała mi: «Albo zdecydujesz co teraz, albo wracasz do domu, bo dąsać możesz się w Afryce»”.
W 1994, Charlize Theron poleciała do Los Angeles z biletem w jedną stronę, który kupiła jej matka, zamierzając pracować w przemyśle filmowym. Podczas pierwszych miesięcy pobytu w Los Angeles mieszkała w motelu, mając 300 dolarów, które dostała od swojej matki. Nadal dostawała czeki z Nowego Jorku i żyła “od wypłaty do wypłaty”, do momentu, kiedy ukradła chleb z restauracji, aby przeżyć. Pewnego dnia poszła do banku na Hollywood Boulevard, aby wypłacić kilka czeków, włączając w to czek od jej matki na pokrycie kosztów motelu, ale zostały odrzucone, ponieważ były spoza banku, w którym Theron próbowała je wypłacić, a także ona sama nie była wtedy obywatelką Stanów Zjednoczonych. Theron spierała się z pracownikiem banku do momentu, gdy agent talentów John Crosby, który był następny w kolejce, zaproponował wypłacenie pieniędzy za nią, a następnie dał jej swoją wizytówkę.
Crosby przedstawił jej szkołę aktorską, a jakiś czas później zadebiutowała po raz pierwszy na dużym ekranie, w roli niemówionej, w filmie Dzieci kukurydzy III: Miejskie żniwa (1995). Jej pierwsza mówiona rola przypadła na rok 1996 w filmie Dwa dni z życia doliny, gdzie wcieliła się w rolę morderczyni na zlecenie, Helgi Svelgen. Pomimo mieszanych recenzji zainteresowanie Theron wzrosło poprzez jej urodę, a także scenę, w której walczyła z postacią graną przez Teri Hatcher. Charlize bała się, że będzie utożsamiana tylko z jednym typem postaci, jakim jest Helga. Wspomniała o tym, gdy ludzie pytali ją o odegranie podobnej roli podczas wywiadów:
„Wiele osób mówiło «powinnaś kuć żelazo póki gorące» (...) Ale granie tej samej roli, w kółko i w kółko nie pozostawia cię z żadnym uczuciem długowieczności. Wiedziałam, że będzie to dla mnie jeszcze trudniejsze, ze względu na to jak wyglądam, aby pójść innymi ścieżkami kariery aktorskiej”.
Podczas przesłuchań do Showgirls Theron poznała agentkę talentów J.J. Harris, dzięki wicedyrektorce castingów, Johann Ray. Wspominała, że była zaskoczona tym, ile Harris pokładała nadzieję w jej potencjale, a także opisywała ją jako swoją mentorkę. Później zwolniła Johna Crosby’ego, ponieważ ciągle proponował jej scenariusze do filmów podobnych do filmu Gatunek (1995). Harris za to umiała znaleźć scenariusze i filmy z każdego możliwego gatunku, a także zachęciła Charlize do zostania producentką filmową. J.J. Harris była agentką Charlize Theron przez ponad 15 lat, aż do swojej śmierci.

### Droga do sławy (1997–2002)
Pojawiało się coraz więcej większych ról w Hollywoodzkich filmach, a jej kariera rozwinęła się pod koniec lat 90. W Adwokacie diabła (1997), który jest określany jako przełomowy film w jej karierze, Theron wcieliła się w rolę nawiedzonej żony odnoszącego sukcesy prawnika, obok Keanu Reevesa oraz Ala Pacino. Następnie wystąpiła w filmie przygodowym Wielki Joe (1998), jako przyjaciółka i opiekunka wielkiego górskiego goryla, a także w dramacie Wbrew regułom (1999), jako kobieta, która szuka możliwości dokonania aborcji w czasach II wojny światowej w stanie Maine. Podczas gdy Wielki Joe okazał się finansową klapą, Adwokat diabła oraz Wbrew regułom zostały ciepło przyjęte przez krytyków i publiczność. Pojawiła się na okładce styczniowego wydania magazynu Vanity Fair w 1999, jako „Biała gorąca Wenus”, a także na okładce magazynu Playboy w maju 1999. Jak później się okazało, Playboy wykorzystał zdjęcia zrobione aktorce na kilka lat wcześniej, gdy była jeszcze nieznaną modelką, bez jej zgody, co poskutkowało pozwem ze strony Theron, który skończył się przegraną aktorki. We wczesnych latach 2000, kontynuowała granie w filmach, takich jak: Uwikłany (2000), Ślepy tor (2000), Nazywał się Bagger Vance (2000), Siła i honor (2000), Słodki listopad (2001), Klątwa skorpiona (2001) oraz 24 godziny (2002), które pomimo braku osiągnięcia wielkich sukcesów silnie wykreowały wizerunek Theron jako aktorki. Ten czas w swojej karierze aktorka skomentowała tak: „Ciągle znajdowałam się w miejscu, gdzie reżyserzy mnie wspierali, ale studia nie. Zaczęłam miewać romanse z reżyserami, z tymi, których naprawdę podziwiałam. Robiłam naprawdę złe filmy. Uwikłany nie był dobrym filmem, ale zagrałam w nim, ponieważ kochałam [reżysera] Johna Frankenheimera”.

### Uznanie na świecie (2003–2008)

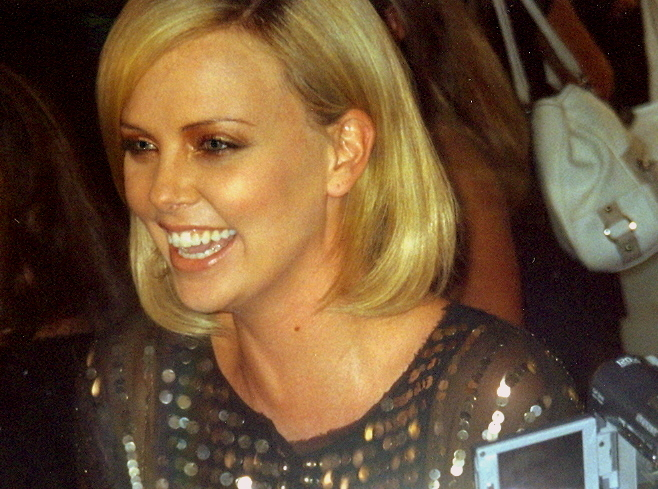
Charlize Theron na premierze filmu Daleka północ na Międzynarodowym Festiwalu Filmów w Toronto w 2005

Theron zagrała rolę „technika” od sejfów i krypt w filmie Włoska robota (2003), który stanowił remake czy też amerykański „hołd” względem brytyjskiej wersji filmu o tym samym tytule z 1969. Włoska robota z 2003 została wyreżyserowana przez F.G. Graya, a oprócz Theron pojawili się w nim tacy aktorzy jak: Mark Wahlberg, Edward Norton, Jason Statham, Seth Green oraz Donald Sutherland. Film okazał się kasowym sukcesem w box office, przynosząc ponad 176 milionów dolarów dochodu.
W filmie Monster (2003) wcieliła się w postać seryjnej morderczyni Aileen Wuornos, byłej prostytutki, która została stracona na Florydzie w 2002 za zabicie 6 mężczyzn (nie została osądzona za siódme morderstwo), na przestrzeni lat 80 i 90 XX w. Krytyk Robert Ebert ocenił kreację Theron jako „jedną z najlepszych kreacji w historii kina”. Za tę rolę Charlize Theron została nagrodzona Oscarem dla najlepszej aktorki na 76. ceremonii wręczenia Oscarów, w lutym 2004 roku, a także nagrodą Gildii Aktorów Ekranowych oraz Złotym Globem. Jest pierwszą osoba pochodząca z Południowej Afryki, która została wyróżniona Oscarem dla najlepszej aktorki. Wygrana Oscara zapewniła jej miejsce na liście najlepiej zarabiających aktorek w Hollywood w 2006 roku według The Hollywood Reporter. Znalazła się na siódmym miejscu, a jej zarobki miały wynosić do 10 milionów dolarów za film. AskMen ogłosił ją najbardziej pożądaną kobietą 2003 roku.
Za swoją kreację szwedzkiej aktorki oraz piosenkarki, Britt Ekland, w filmie produkowanym przez HBO, Peter Sellers: Życie i śmierć (2004), Theron zgarnęła nominacje do Złotego Globu oraz Primetime Emmy Award. W 2005 wcieliła się w rolę Rity, upośledzonej umysłowo kobiety, która jest obiektem pożądania Michaela Blutha (Jason Bateman), w trzecim sezonie serialu telewizyjnego produkowanego przez Fox, Bogaci bankruci. Następnie zagrała w nieudanym finansowo thrillerze science-fiction, Æon Flux; za podłożenie głosu w grze wideo na podstawie Aeon Flux, została wyróżniona Spike Video Game Award, za najlepsze wystąpienie w grze wideo jako żyjąca kobieta.

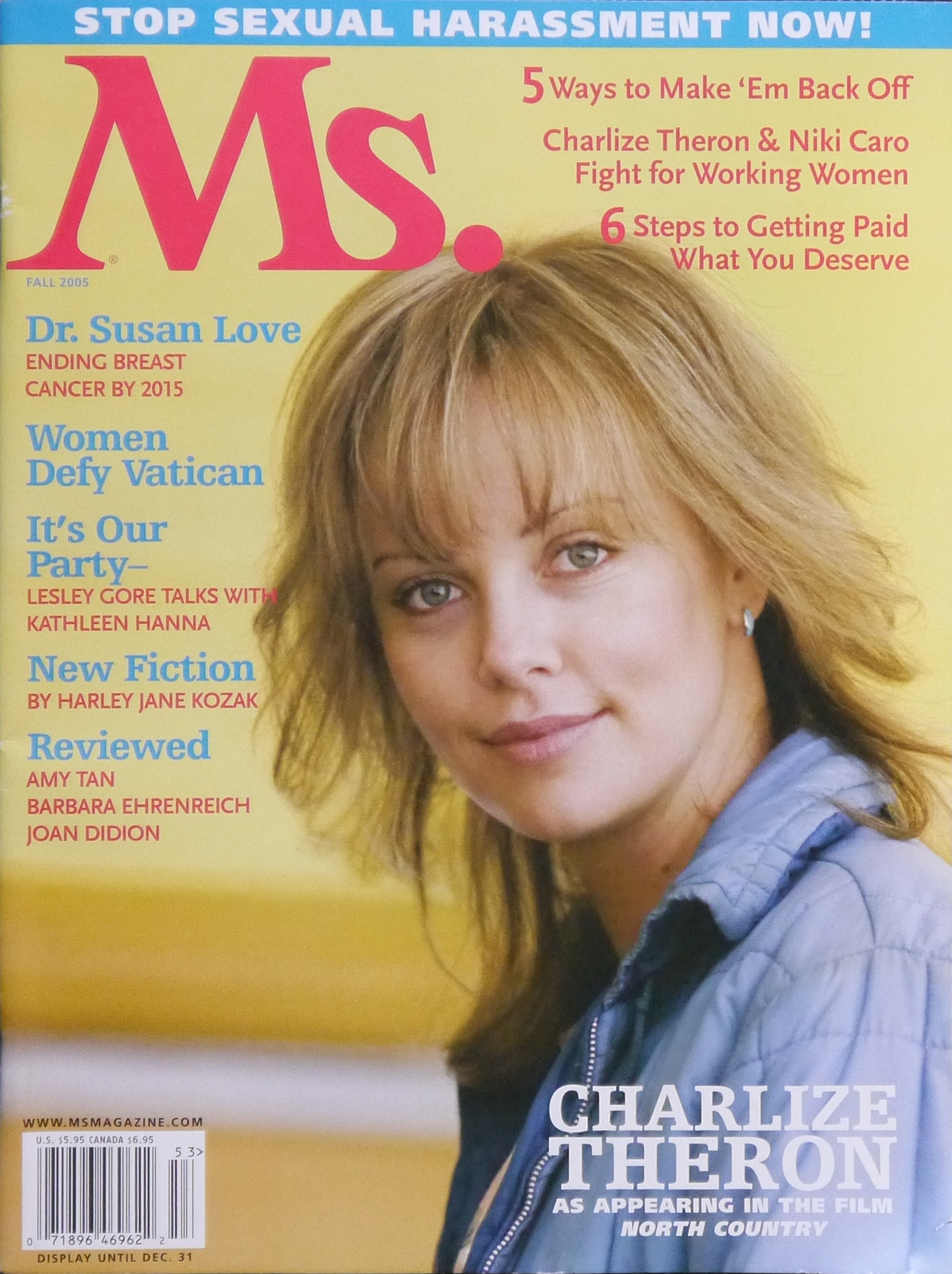
Charlize Theron na okładce jesiennego wydania magazynu Ms.Magazine; 2005

W ciepło przyjętym przez krytyków dramacie Daleka północ (2005) wykreowała postać samotnej matki, pracowniczki kopalni żelaza, która doświadcza molestowania ze strony współpracowników. Dziennikarz czasopisma Variety napisał: „Film prezentuje pewny kolejny krok dla prowadzącej Charlize Theron. Chociaż wyzwania filmów następujących po definiującym karierę filmie oskarowym zahamowały aktorkę, Theron przekonuje od występu w Monster do swoich kreacji na wiele różnych sposobów (...) Siła, którą niosą za sobą występ i postać, zakotwicza ten film w tradycji innych dramatów o kobietach z klasy robotniczej walczących z problemami nowoczesnych miejsc pracy, takich jak: Norma Rae czy Silkwood”. Za tę kreację Theron otrzymała nominacje do Oscara oraz Złotego Globu dla najlepszej aktorki. Magazyn Ms.Magazine uhonorował jej występ artykułem w swoim jesiennym numerze z 2005 roku. 30 września 2005 roku Theron otrzymała swoją gwiazdę na Alei Gwiazd w Los Angeles.
W 2007 roku Theron odegrała rolę detektywa policji w dobrze przyjętym filmie W dolinie Elah, następnie wyprodukowała oraz zagrała w dramacie Sen na jawie (2008), w którym zagrała lekkomyślną i niechlujną matkę, razem z Nickiem Stahlem oraz AnnaSophią Robb. Dziennik Christian Science Monitor pochwalił jej ostatni film słowami: „Pomimo swoich braków oraz niewystarczającego czasu ekranowego dla Theron (która jest całkiem dobra), Sen na jawie ma w sobie rdzeń uczuć”. W 2008 Charlize Theron zagrała kobietę, która przeżyła traumatyczne dzieciństwo w dramacie Granice miłości, wyreżyserowanego przez Guillermo Arriaga, gdzie na ekranie towarzyszyły jej Jennifer Lawrence oraz Kim Basinger, a także odegrała rolę byłej żony superbohatera alkoholika obok Willa Smitha w filmie superbohaterskim Hancock (2008). O ile Granice miłości znalazły wąskie grono odbiorców, o tyle Hancock zarobił ponad 624 miliony dolarów na całym świecie. Również w 2008 roku Theron została nazwana kobietą roku według harwardzkiego stowarzyszenia The Pudding. Ówczesny Sekretarz generalny ONZ, Ban Ki-moon, zaproponował jej zostanie Posłanką Pokoju ONZ.

### Przerwa i powrót do aktorstwa (2009–2011)

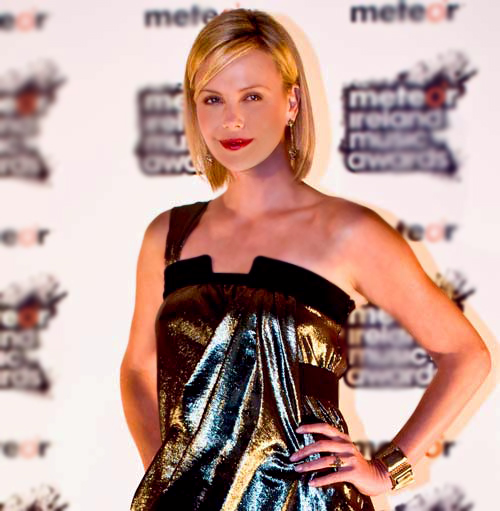
Charlize Theron w 2008

Filmy, które wyszły spod jej ręki, to postapokaliptyczny dramat Droga (2009), w którym pojawia się w retrospekcjach, a także film animowany Astro Boy (2009), w którym użyczyła głosu jednej z postaci. 4 grudnia 2009 Theron współprezentowała losowanie grup na Mistrzostwa Świata FIFA w Piłce Nożnej 2010 w Kapsztadzie w RPA. Współtowarzyszyli jej inni celebryci pochodzący z Południowej Afryki. Podczas prób losowania Theron wylosowała piłeczkę z Francją, lecz dla żartu krzyknęła „Irlandia”, nawiązując tym do zagrania ręką przez Thierry’ego Henry’ego w meczu w fazie play-off między Francją a Irlandią. Żart przestraszył FIFA na tyle, że bali się o podobny żart podczas transmisji na żywo, który wywołałby skandal.
Po dwuletniej przerwie od dużego ekranu Theron powróciła w światła reflektorów przy okazji czarnej komedii Kobieta na skraju dojrzałości (2011). Film został wyreżyserowany przez Jasona Reitmana i został ciepło przyjęty przez krytyków, głównie przez jej występ jako rozwiedzionej ghostwriterki mającej problemy z alkoholem oraz popadającej w depresję. Richard Roeper ocenił film najwyższą z ocen, a samą rolę Theron skomentował słowami: „Charlize Theron dostarcza jeden z najbardziej imponujących występów tego roku”. Została nominowana do Złotego Globu oraz kilku innych nagród. W 2011 Charlize Theron wytłumaczyła swój sposób na przeniesienie postaci z kartek scenariusza na duży ekran:
„Gdy zastanawiam się nad postacią, jest to dla mnie łatwe, ponieważ kiedy powiem «tak» na coś, dostaję obsesji na tym punkcie – i w ogóle mam obsesyjną naturę. Sposób, w jaki chce zagrać, zaczyna się w tym momencie. To bardzo samotne, wewnętrzne doświadczenie. Myślę o postaci cały czas – obserwuję rzeczy, widzę rzeczy i przechowuję je w mojej głowie, wszystko jest nastawione na to, co zamierzam zrobić. Mam obsesję na punkcie ludzkiej kondycji. Czytasz scenariusz i popadasz w obsesję na punkcie natury bohatera, jej nawyków. Kiedy kamera się włącza, to czas na wykonanie mojej pracy, na ukazanie szczerej prawdy. Nie możesz tworzyć bohatera, kiedy jesteś w środku kręcenia filmu, przynajmniej ja nie potrafię”.

### Powrót do rozgłosu i uznanie krytyków (od 2012 do dziś)

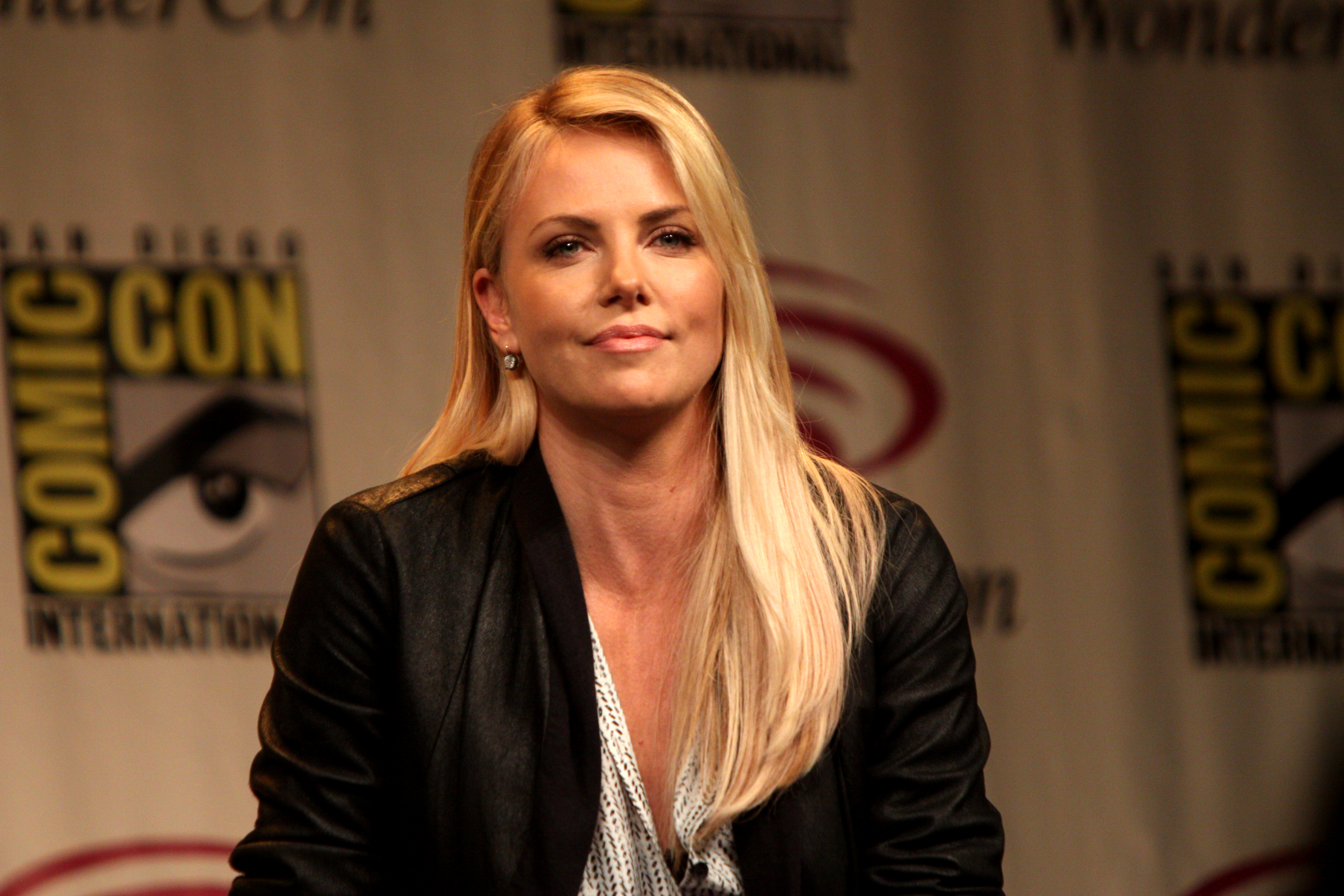
Charlize Theron na Comic-Con w San Diego w 2012

W 2012 Theron wcieliła się w rolę złoczyńcy w dwóch wysokobudżetowych filmach. Zagrała złą królową Ravennę, macochę Królewny Śnieżki, w Królewnie Śnieżce i Łowcy (2012), towarzysząc na dużym ekranie Kristen Stewart oraz Chrisowi Hemsworthowi. Wystąpiła także jako członkini załogi z tajną misją w filmie Ridleya Scotta, Prometeusz (2012). Mick LaSalle z San Francisco Chronicles określił film o Królewnie Śnieżce jako: „powolny, nudny film, który nie ma krzty charyzmy, a ratuje go tylko garść efektów specjalnych oraz rola Charlize Theron jako złej królowej”. Z kolei dziennikarz The Hollywood Reporter, Todd McCarthy, opisał rolę Theron w Prometeuszu twierdząc, że: „Theron jest tutaj w trybie lodowej bogini, z naciskiem na lód (...), ale zarówno idealnie pasująca do tej roli”. Oba filmy zostały wielkimi sukcesami box office, zarabiając około 800 milionów dolarów łącznie na całym świecie. W 2013 magazyn Vulture/NYMag nazwał ją 68. najbardziej wartościową gwiazdą Hollywood, pisząc: „Jesteśmy szczęśliwi, że Theron pozostaje na liście w roku, w którym nic z jej udziałem się nie ukazało (...), każda aktorka, która ma takie umiejętności, piękno i zaciekłość, powinna mieć stałe miejsce w Hollywood”. 10 maja 2014 roku poprowadziła Saturday Night Live na kanale NBC. W 2014 roku Theron wcieliła się w rolę żony niesławnego rewolwerowca w komedio-westernie Milion sposobów, jak zginąć na Zachodzie (2014), wyreżyserowanego przez Setha MacFarlane’a. Film spotkał się z miernymi recenzjami i umiarkowanymi zwrotami z box office.
W 2015 Theron odegrała rolę jedynej ocalałej z masakry rodzinnej w filmowej adaptacji powieści Gillian Flynn, Mroczny zakątek (2015), wyreżyserowanej przez Gilles’a Paquet-Brennera. Theron miała swój wkład producencki w tworzeniu filmu. Następnie wystąpiła u boku Toma Hardyego jako Cesarzowa Furiosa w Mad Max: Na drodze gniewu (2015). Film został bardzo ciepło przyjęty, a pochwały były głównie kierowane w stronę Theron, za stworzenie postaci z dominującą naturą. Film zarobił łącznie ponad 378 milionów dolarów na całym świecie. Theron powtórzyła swoją rolę jako Królowa Ravenna w Łowcy i Królowej Lodu (2016), sequelu do Królewny Śnieżki sprzed 4 lat. Kontynuacja zaś spotkała się z chłodnym przyjęciem krytyków i publiczności, a wyniki finansowe tylko to potwierdziły. W 2016 Theron wcieliła się również w rolę lekarki i aktywistki pracującej w Afryce Zachodniej, w mało popularnym dramacie romantycznym Jej twarz, obok  Javiera Bardema w reżyserii Seana Penna. Użyczyła swojego głosu w filmie stop-motion 3D, Kubo i dwie struny (2016), a także wyprodukowała niezależny dramat Umysł w ogniu (2016). Tego roku magazyn Time ogłosił Theron jedną ze stu najbardziej wpływowych osób na świecie. W 2017 Theron wcieliła się w rolę głównego złoczyńcy w filmie Szybcy i wściekli 8, a także w postać szpiega w przeddzień upadku Muru Berlińskiego w 1989 roku w filmie Atomic Blonde (2017), adaptacji komiksu The Coldest City wyreżyserowanej przez Davida Leitcha. Wraz z przychodem przekraczającym 1.2 miliarda dolarów, film Szybcy i wściekli 8 stał się najczęściej oglądanym filmem, w którym zagrała Charlize Theron. Atomic Blonde został opisany przez Richarda Roepera z Chicago Sun-Times jako „zręczny pojazd dla magnetycznych, brutalnych uroków Charlize Theron, która jest teraz oficjalnie gwiazdą akcji dzięki sile tego filmu i Mad Max: Na drodze gniewu”.
W czarnej komedii Tully (2018), wyreżyserowanej przez Jasona Reitmana oraz napisanej przez Diablo Cody, Theron wciela się w rolę przytłoczonej matki trójki dzieci. Film został ciepło przyjęty przez krytyków, którzy tak opisali film: „zagłębia się we współczesne doświadczenia rodzicielskie z godną podziwu mieszanką humoru i surowej uczciwości, ożywionej przez wybitny występ Charlize Theron”. Zagrała również rolę prezes firmy farmaceutycznej w mało znanym filmie kryminalnym Raz się żyje (2018), a także wyprodukowała biograficzny dramat wojenny Prywatna wojna (2018).
W 2019 Theron wystąpiła w komedii romantycznej Niedobrani reżyserii Jonathana Levine, w roli Sekretarz stanu Stanów Zjednoczonych, która odnawia kontakt z reporterem, granym przez Setha Rogena, którym opiekowała się, gdy był dzieckiem. Film miał swoją premierę na festiwalu South by Southwest w marcu 2019 roku. Następnie Theron portretowała Megyn Kelly w dramacie Gorący temat, reżyserii Jaya Roach. Film porusza temat zarzutów o molestowanie seksualne przeciwko Rogerowi Ailesowi, dyrektorowi generalnemu Fox News, składanych przez jego byłe podwładne. Za rolę w tym filmie Theron została nominowana do Oscara dla najlepszej aktorki pierwszoplanowej, Złotego Globu dla najlepszej aktorki w filmie dramatycznym, Critics’ Choice Movie Award dla najlepszej aktorki, Nagrody Gildii Aktorów Ekranowych za wybitny występ aktorki w roli pierwszoplanowej oraz Nagrody Brytyjskiej Akademii Filmowej dla najlepszej aktorki pierwszoplanowej. W 2019 uplasowała się na dziewiątym miejscu najlepiej opłacanych aktorek według Forbes, z rocznym dochodem w wysokości 23 milionów dolarów.
2 kwietnia 2021 roku ponownie ukaże się w roli Cipher w filmie Szybcy i Wściekli 9. Film oryginalnie miał mieć premierę 22 maja 2020, jednak produkcja została opóźniona ze względu na pandemię COVID-19. Theron pojawi się również w The Old Guard reżyserii Giny Prince-Bythewood. Premiera ma mieć miejsce 10 lipca 2020 roku.

## Pozostałe przedsięwzięcia

### Aktywizm

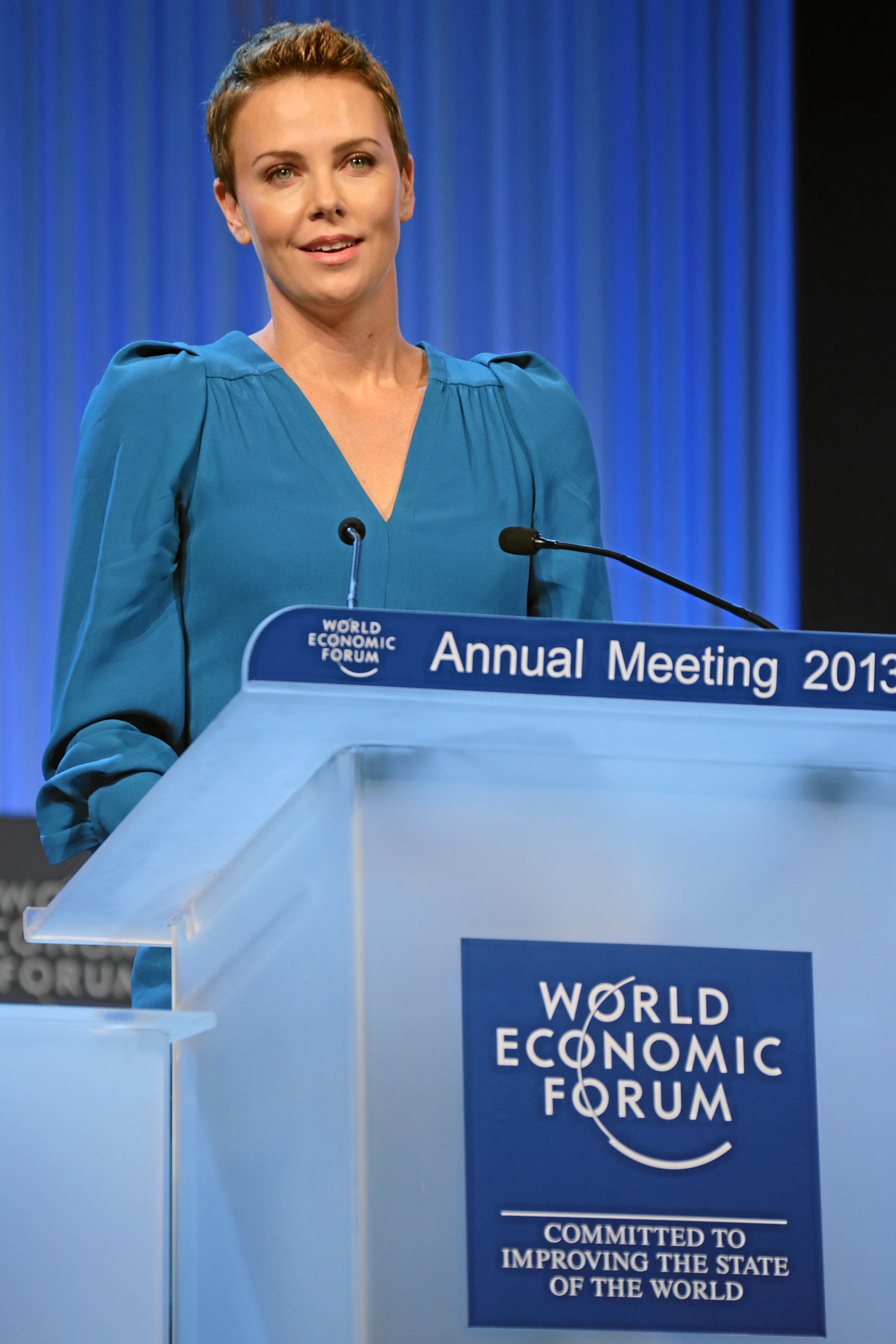
Charlize Theron w 2013 na ceremonii wręczenia kryształowej nagrody za odkrywanie sztuki w społeczeństwie

The Charlize Theron Africa Outreach Project (CTAOP) został utworzony w 2007 roku przez Theron. Projekt ma na celu wspieranie lokalnych organizacji uświadamiających i walczących z chorobą. Mimo że CTAOP działa na terenie całej Afryki Subsaharyjskiej, głównie skupia się on na działalności w Południowej Afryce – kraju ojczystym Theron. W 2017 roku CTAOP zebrało ponad 6,3 milionów dolarów na rzecz lokalnych organizacji.
W 2008 roku Theron został nadany tytuł Posłanki Pokoju Narodów Zjednoczonych, za wkład włożony w pomoc walki z AIDS wśród afrykańskiej młodzieży. Ban Ki-Moon powiedział wtedy o Theron „Konsekwentnie działałaś w celu poprawy życia kobiet i dzieci w Południowej Afryce oraz zapobiegania przemocy wobec kobiet i dziewcząt”.
W grudniu 2009 CTAOP wypuściło limitowaną edycję butów we współpracy z TOMS Shoes. Buty były zrobione z wegańskich materiałów i inspirowane afrykańskimi baobabami, których kształt był na nich wyszyty. 10 tysięcy par zostało przekazanych dla potrzebujących dzieci, zaś część dochodów ze sprzedaży trafiło do CTAOP.
Theron angażuje się w organizacjach na rzecz praw kobiet i uczestniczyła w demonstracjach pro-choice. W 2014 była zaangażowana w projekt Stop Rape Now. Jest również obrończynią praw zwierząt i członkinią PETA. Pojawiła się w reklamie PETA w ramach ich programu przeciwko używania futra zwierzęcego. Theron wspiera również społeczność LGBT. 30 maja 2009 roku uczestniczyła w marszu na rzecz legalizacji małżeństwa osób tej samej płci we Fresno w Kalifornii. Publicznie ogłosiła, że nie wyjdzie za mąż, dopóki małżeństwo osób tej samej płci nie będzie legalne w Stanach Zjednoczonych, mówiąc „Nie chce brać ślubu, ponieważ teraz instytucja małżeństwa jest bardzo jednostronna, a chce żyć w kraju, gdzie wszyscy mamy równe prawa. Wydaje mi się, że jedyną rzeczą, jaka zmieniłaby się, gdybym wzięła teraz ślub, jest fakt, że nie mogłabym spać po nocach z myślą o tym, że tak wiele moich przyjaciół, którzy są gejami i lesbijkami, bardzo chciałoby wziąć ślub, ale nie mogą tego zrobić”. W czerwcu 2011 roku w wywiadzie w Piers Morgan Tonight powiedziała: „Mam problem z tym, że nasz rząd nie dopilnował, żeby małżeństwo osób tej samej płci było legalne w całym kraju. Uważam, że każdy ma do tego prawo”. W marcu 2014 CTAOP było jedną z organizacji, na rzecz których odbyło się wydarzenie Fame and Philanthropy – zbiórka funduszy w noc 86. ceremonii wręczenia Oscarów. Theron, wraz z Halle Berry i Jamesem Cameronem, była gościem honorowym. W 2015 roku Theron podpisała list otwarty One Campaign skierowany do Angeli Merkel i Nkosazana Dlamini-Zuma, wzywający je do skoncentrowania się na potrzebach kobiet podczas szczytu ONZ we wrześniu 2015 roku. W sierpniu 2018 roku podczas swojego pobytu w Południowej Afryce z Trevorem Noah, Theron wsparła finansowo organizację Life Choices. W 2018 wygłosiła mowę dotyczącą przeciwdziałaniu AIDS podczas 22. Międzynarodowej Konferencji AIDS, zorganizowaną przez Międzynarodowe Stowarzyszenie AIDS w Amsterdamie.

### Współpraca z markami
Po podpisaniu umowy z Johnem Galliano w 2004 roku, Theron zastąpiła estońską modelkę Tiiu Kuik jako twarz J’Adore – perfum marki Christian Dior. Od października 2005 do grudnia 2006 Theron zarobiła 3 miliony dolarów w ramach współpracy z Raymond Weil. W lutym 2006 firma pozwała Theron o naruszenie warunków umowy. Proces został rozstrzygnięty 4 listopada 2008 roku. W 2018 roku Theron dołączyła do Brada Pitta, Daniela Wu i Adama Drivera jako ambasadorka marki Breitling.

## Życie prywatne

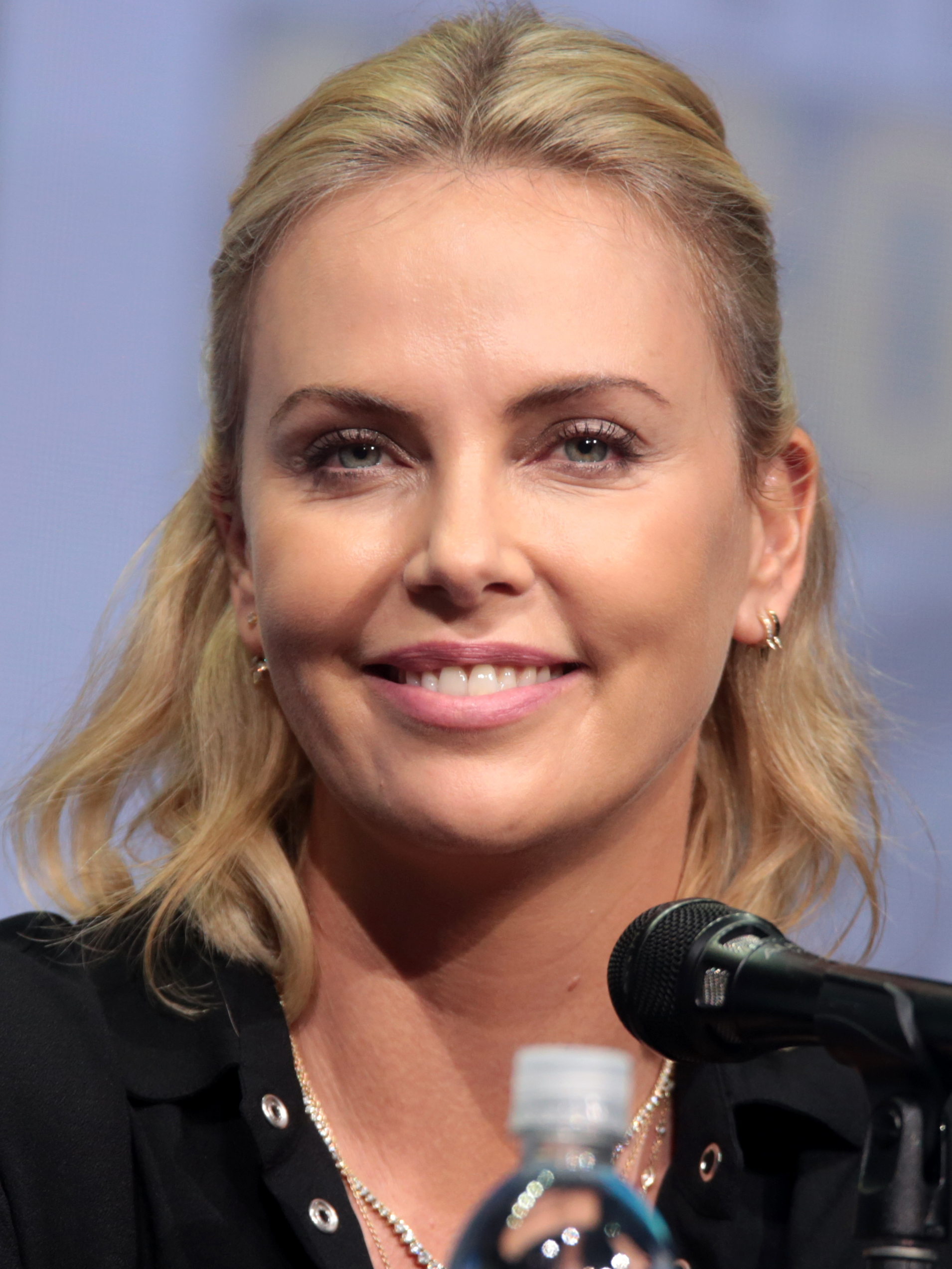
Charlize Theron na Comic-Con w San Diego w 2017

### Obywatelstwo
W 2007 roku Theron została obywatelką Stanów Zjednoczonych, równocześnie zachowując obywatelstwo południowoafrykańskie. Mieszka w Los Angeles.

### Inspiracje aktorskie
Na jej zainteresowanie aktorstwem wpływ miały Susan Sarandon i Sigourney Weaver. Theron mówiła również o jej podziwie wobec Toma Hanksa, którego filmy oglądała jako nastolatka. Przed przyjazdem do Stanów Zjednoczonych Theron nie miała pojęcia o wielkiej sławie aktora, ponieważ nie był on znany w Południowej Afryce. Jest to często przytaczane jako powód jej przyziemnego podejścia do własnej sławy. Po udziale w filmie Szaleństwa młodości Theron dostała autograf Hanksa na swojej kopii scenariusza. W 2020 roku wręczyła mu Nagrodę im. Cecila B. DeMille’a, zaś Hanks powiedział, że od dnia w którym pierwszy raz spotkał Theron, ma równie wielki podziw dla jej kariery, co ona względem jego.

## Życie prywatne
Theron przez trzy lata była w związku z muzykiem Stephenem Jenkinsem. Zerwali ze sobą w październiku 2001 roku. Niektóre z piosenek na trzecim albumie Third Eye Blind, Out of the Vein, dotyczą związku Jenkinsa i Theron oraz emocji artysty po rozstaniu. Następnie Theron związała się z irlandzkim aktorem Stuartem Townsendem, po tym jak para spotkała się na planie filmu 24 godziny w 2002 roku. Mieszkali razem w Los Angeles i Irlandii. Rozstali się w styczniu 2010 roku. W grudniu 2013 roku Theron rozpoczęła swój związek z amerykańskim aktorem Seanem Pennem. W grudniu 2014 roku ogłosili oni zaręczyny. Theron zakończyła jednak związek pół roku później, w czerwcu 2015.
Theron adoptowała dwójkę dzieci: Jackson w marcu 2012 oraz August w lipcu 2015. Od dzieciństwa była zainteresowana adopcją ze względu na przepełnione sierocińce. W kwietniu 2019 roku Theron ujawniła, że siedmioletnia córka Jackson jest transseksualna. Powiedziała, że decyzja o tym, kim chcą być jej dzieci, nie należy w żaden sposób do niej. 

### Zdrowie
Theron często żartobliwie narzeka, że więcej kontuzji spotyka ją na planach filmów, które nie są filmami akcji. Jednak na planach filmów tego gatunku również doznała wielu urazów. Podczas kręcenia Æon Flux w Berlinie Theron doznała dyskopatii podczas wykonywania serii przerzutów w tył. W konsekwencji przez miesiąc musiała nosić kołnierz ortopedyczny. Na planie The Old Guard w czasie kręcenia sceny walki Theron zerwała więzadła w kciuku, które potem wymagały przeprowadzenia trzech operacji. Na planie Atomic Blonde aktorka uszczerbiła ząb i ponownie musiała przejść operację. Poza filmami akcji Theron nadwyrężyła fałd głosowy podczas kręcenia sceny porodu na planie filmu Droga. Podczas swojej pierwszej pracy modelingowej w Morocco aktorka zwichnęła szczękę, ponieważ uderzył ją wielbłąd, na którym siedziała. Podczas promowania filmu Niedobrani Theron powiedziała, że oglądając film Borat śmiała się tak mocno, że jej szyja zastała się na pięć dni. Później dodała, że podczas kręcenia Niedobranych „wylądowała” na oddziale ratunkowym, po tym jak uderzyła się w głowę o ławkę, zakładając nakolanniki. W lipcu 2009 roku u Theron zdiagnozowano poważne zakażenie przewodu pokarmowego. W 2018 roku Theron ujawniła, że dawniej uczęszczała na terapię, ponieważ czuła w sobie niewyjaśnioną złość, która okazała się być spowodowana dorastaniem w czasach panowania apartheidu w Południowej Afryce, który zakończył się, gdy aktorka miała 15 lat.

## Filmografia

### Filmy fabularne
- 1995: Dzieci kukurydzy III: Miejskie żniwa (Children of the Corn III) jako młoda kobieta (niewymieniona w czołówce)
- 1996: Szaleństwa młodości (That Thing You Do!) jako Tina
- 1996: Prawem na lewo (Trial and Error) jako Billie Tyler
- 1996: Dwa dni z życia doliny (2 Days in the Valley) jako Helga Svelgen
- 1997: Prywatne śledztwo (Hollywood Confidential) jako Sally
- 1997: Adwokat diabła (The Devil’s Advocate) jako Mary Ann Lomax
- 1998: Wielki Joe (Mighty Joe Young) jako Jill Young
- 1998: Celebrity jako supermodelka
- 1999: Wbrew regułom (The Cider House Rules) jako Candy Kendall
- 1999: Żona astronauty (The Astronaut's Wife) jako Jilian Armacost
- 2000: Uwikłany (Reindeer Games) jako Ashley
- 2000: Ślepy tor (The Yards) jako Erica Stoltz
- 2000: Nazywał się Bagger Vance (The Legend of Bagger Vance) jako Adele Invergordon
- 2000: Siła i honor (Men of Honor) jako Gwen Sunday
- 2001: 15 minut (15 Minutes) jako Rose Hearn
- 2001: Słodki listopad (Sweet November) jako Sara Deever
- 2001: Klątwa skorpiona (The Curse of the Jade Scorpion) jako Laura Kensington
- 2002: 24 godziny (Trapped) jako Karen Jennings
- 2002: Obudzić się w Reno (Waking Up in Reno) jako Candy
- 2003: Monster jako Aileen Wuornos
- 2003: Włoska robota (The Italian Job) jako Stella Bridger
- 2004: Głowa w chmurach (Head in the Clouds) jako Gilda Bessé
- 2004: Peter Sellers: Życie i śmierć (The Life and Death of Peter Sellers) jako Britt Ekland
- 2005: Bogaci bankruci (Arrested Development) jako Rita
- 2005: Æon Flux jako Æon Flux
- 2005: Daleka północ (North Country) jako Josey Aimes
- 2007: Co się zdarzyło w Seattle (Battle in Seattle) jako Ella
- 2007: W dolinie Elah (In the Valley of Elah) jako detektyw Emily Sanders
- 2008: Granice miłości (The Burning Plain) jako Sylvia
- 2008: Sen na jawie (Sleepwalking) jako Joleen
- 2008: Hancock jako Mary Embrey
- 2009: Droga (The Road) jako matka
- 2009: Astro Boy jako narrator Our Friends (głos)
- 2011: Kobieta na skraju dojrzałości (Young Adult) jako Mavis Gary
- 2012: Prometeusz (Prometheus) jako Meredith Vickers
- 2012: Królewna Śnieżka i Łowca (Snow White and the Huntsman) jako Zła Królowa
- 2014: Milion sposobów, jak zginąć na Zachodzie (A Million Ways to Die in the West) jako Anna
- 2015: Mroczny zakątek (Dark Places) jako Libby Day
- 2015: Mad Max: Na drodze gniewu (Mad Max: Fury Road) jako Imperator Furiosa
- 2016: Łowca i Królowa Lodu (The Huntsmen Winter's War) jako Zła Królowa
- 2016: Kubo i dwie struny (Kubo and the Two Strings) jako Małpa/Sariatu (głos)
- 2016: Jej Twarz (The Last Face) jako Wren Petersen
- 2017: Szybcy i wściekli 8 (The Fate of the Furious) jako Cipher
- 2017: Atomic Blonde jako Lorraine Broughton
- 2018: Tully jako Marlo
- 2018: Raz się żyje (Gringo) jako Elaine Markinson
- 2019: Niedobrani (Longshot) jako Charlotte Field
- 2019: Gorący temat (Bombshell) jako Megyn Kelly
- 2020: The Old Guard jako Andromache ze Scytii / Andy
- 2021: Szybcy i wściekli 9 (F9) jako Cipher
- 2021: Rodzina Addamsów (The Addams Family 2) jako Morticia Addams (głos)
- 2022: Doktor Strange w multiwersum obłędu (Doctor Strange in the Multiverse of Madness) jako Clea (cameo)
- 2022: Akademia Dobra i Zła (The School for Good and Evil) jako Lady Lesso
- 2023: Szybcy i wściekli 10 (Fast X) jako Cipher

### Produkcja
- 2003: Monster
- 2008: Granice miłości (The Burning Plain)
- 2008: Sen na jawie (Sleepwalking)
- 2011: Kobieta na skraju dojrzałości (Young Adult)
- 2013: Hatfields & McCoys (serial)
- 2015: Mroczny zakątek (Dark Places)
- 2016: Umysł w ogniu (Brain on Fire)
- 2017: Szefowa (Girlboss) (serial)
- 2017: Atomic Blonde
- 2017–2019: Mindhunter (serial)
- 2018: Prywatna wojna (A Private War)
- 2018: Raz się żyje (Gringo)
- 2018: Tully
- 2019: Zabójczy rejs (Murder Mystery)
- 2019: Rodzina Addamsów (The Addams Family) jako Morticia Addams
- 2019: Gorący temat (Bombshell)
- 2019: Niedobrani (Longshot)
- 2020: The Old Guard

### Głosy
- 2001: When I Was a girl jako narrator
- 2001: Captured on Film: The True Story of Marion Davies jako narrator
- 2005: Aeon Flux (gra wideo) jako Aeon Flux
- 2009: Astro Boy jako narrator
- 2016: Kubo i dwie struny (Kubo and the Two Strings) jako Małpa
- 2019: Rodzina Addamsów (The Addams Family) jako Morticia Addams

### Seriale
- 2003: Bogaci bankruci (Arrested Development) jako Rita (5 odcinków)
- 2005: Robot Chicken jako mama Daniela / kelnerka (1 odc.)
- 2017: Orville (The Orville) jako Pria Lavesque (1 odc.)

## Nagrody i nominacje
| Nagroda                                                         | Rok  | Dzieło                                   | Kategoria                                                        | Wynik      |
| --------------------------------------------------------------- | ---- | ---------------------------------------- | ---------------------------------------------------------------- | ---------- |
| Nagrody Akademii Filmowej (Oscary)                              | 2004 | Monster                                  | Najlepsza aktorka pierwszoplanowa                                | Wygrana    |
| Nagrody Akademii Filmowej (Oscary)                              | 2006 | Daleka północ                            | Najlepsza aktorka pierwszoplanowa                                | Nominacja  |
| Nagrody Akademii Filmowej (Oscary)                              | 2020 | Gorący temat                             | Najlepsza aktorka pierwszoplanowa                                | Nominacja  |
| Nagrody Australijskiej Akademii Sztuk Filmowych i Telewizyjnych | 2016 | Mad Max: Na drodze gniewu                | Najlepsza międzynarodowa aktorka pierwszoplanowa - kino          | Nominacja  |
| Nagrody Australijskiej Akademii Sztuk Filmowych i Telewizyjnych | 2016 | Mad Max: Na drodze gniewu                | Najlepsza aktorka pierwszoplanowa - kino                         | Nominacja  |
| Nagrody Australijskiej Akademii Sztuk Filmowych i Telewizyjnych | 2020 | Gorący temat                             | Najlepsza międzynarodowa aktorka pierwszoplanowa - kino          | Nominacja  |
| Nagrody Brytyjskiej Akademii Sztuk Filmowych i Telewizyjnych    | 2005 | Monster                                  | Najlepsza aktorka pierwszoplanowa                                | Nominacja  |
| Nagrody Brytyjskiej Akademii Sztuk Filmowych i Telewizyjnych    | 2006 | Daleka północ                            | Najlepsza aktorka pierwszoplanowa                                | Nominacja  |
| Nagrody Brytyjskiej Akademii Sztuk Filmowych i Telewizyjnych    | 2020 | Gorący temat                             | Najlepsza aktorka pierwszoplanowa                                | Nominacja  |
| Międzynarodowy Festiwal Filmowy w Berlinie                      | 2004 | Monster                                  | Srebrny niedźwiedź dla najlepszej aktorki                        | Wygrana    |
| Nagrody Bambi                                                   | 2000 | Wbrew regułom                            | Wschodząca gwiazda: kobieta                                      | Wygrana    |
| Nagrody Stowarzyszenia Krytyków w Chicago                       | 2003 | Monster                                  | Najlepsza aktorka                                                | Wygrana    |
| Nagrody Stowarzyszenia Krytyków w Chicago                       | 2014 | Mad Max: Na drodze gniewu                | Najlepsza aktorka                                                | Nominacja  |
| Critics’ Choice Awards                                          | 2004 | Monster                                  | Najlepsza aktorka w filmie                                       | Wygrana    |
| Critics’ Choice Awards                                          | 2006 | Daleka północ                            | Najlepsza aktorka w filmie                                       | Nominacja  |
| Critics’ Choice Awards                                          | 2012 | Kobieta na skraju dojrzałości            | Najlepsza aktorka w filmie                                       | Nominacja  |
| Critics’ Choice Awards                                          | 2016 | Mad Max: Na drodze gniewu                | Najlepsza aktorka w filmie                                       | Nominacja  |
| Critics’ Choice Awards                                          | 2016 | Mad Max: Na drodze gniewu                | Najlepsza aktorka w filmie akcji                                 | Wygrana    |
| Critics’ Choice Awards                                          | 2019 | Tully                                    | Najlepsza aktorka w filmie komediowym                            | Nominacja  |
| Critics’ Choice Awards                                          | 2020 | Gorący temat                             | Najlepszy zespół aktorki w filmie                                | Nominacja  |
| Critics’ Choice Awards                                          | 2020 | Gorący temat                             | Najlepsza aktorka w filmie                                       | Nominacja  |
| Stowarzyszenie krytyków filmowych Dallas–Fort Worth             | 2003 | Monster                                  | Najlepsza aktorka                                                | Wygrana    |
| Stowarzyszenie krytyków filmowych Dallas–Fort Worth             | 2005 | Daleka północ                            | Najlepsza aktorka                                                | Nominacja  |
| Stowarzyszenie krytyków filmowych Dallas–Fort Worth             | 2011 | Kobieta na skraju dojrzałości            | Najlepsza aktorka                                                | Nominacja  |
| Stowarzyszenie krytyków filmowych Dallas–Fort Worth             | 2015 | Mad Max: Na drodze gniewu                | Najlepsza aktorka                                                | Nominacja  |
| Stowarzyszenie krytyków filmowych Dallas–Fort Worth             | 2019 | Gorący temat                             | Najlepsza aktorka                                                | Nominacja  |
| Nagrody Towarzystwa Krytyków Filmowych w Detroit                | 2011 | Kobieta na skraju dojrzałości            | Najlepsza aktorka                                                | Nominacja  |
| Nagrody Towarzystwa Krytyków Filmowych w Detroit                | 2019 | Gorący temat                             | Najlepsza aktorka                                                | Nominacja  |
| Nagrody Kręgu Krytyków Filmowych na Florydzie                   | 2019 | Gorący temat                             | Najlepsza aktorka                                                | Nominacja  |
| Film Independent Spirit Awards                                  | 2004 | Monster                                  | Najlepsza aktorka pierwszoplanowa                                | Wygrana    |
| Film Independent Spirit Awards                                  | 2004 | Monster                                  | Najlepsza produkcja pierwszego filmu fabularnego                 | Wygrana    |
| Złote Globy                                                     | 2004 | Monster                                  | Najlepsza aktorka w dramacie                                     | Wygrana    |
| Złote Globy                                                     | 2005 | Peter Sellers: Życie i śmierć            | Najlepsza aktorka drugoplanowa - serial telewizyjny              | Nominacja  |
| Złote Globy                                                     | 2006 | Daleka północ                            | Najlepsza aktorka w dramacie                                     | Nominacja  |
| Złote Globy                                                     | 2012 | Kobieta na skraju dojrzałości            | Najlepsza aktorka w musicalu lub komedii                         | Nominacja  |
| Złote Globy                                                     | 2019 | Tully                                    | Najlepsza aktorka w musicalu lub komedii                         | Nominacja  |
| Złote Globy                                                     | 2020 | Gorący temat                             | Najlepsza aktorka w dramacie                                     | Nominacja  |
| Stowarzyszenie Krytyków Filmowych w Georgii                     | 2011 | Kobieta na skraju dojrzałości            | Najlepsza aktorka                                                | Nominacja  |
| Złote Maliny                                                    | 2002 | Słodki listopad                          | Najgorsza aktorka                                                | Nominacja  |
| Złote Maliny                                                    | 2015 | Milion sposobów, jak zginąć na Zachodzie | Najgorsza aktorka                                                | Nominacja  |
| Złote Maliny                                                    | 2015 | Milion sposobów, jak zginąć na Zachodzie | Najgorsze połączenie ekranowe (z Sethem MacFarlanem)             | Nominacja  |
| Nagrody Stowarzyszenia Krytyków w Hollywood                     | 2019 | Gorący temat                             | Najlepsza aktorka                                                | Nominacja  |
| Nagrody Towarzystwa Krytyków Filmowych w Houston                | 2019 | Gorący temat                             | Najlepsza aktorka                                                | Nominacja  |
| Hollywood Film Awards                                           | 2005 | Daleka północ                            | Nagroda aktorki Hollywood                                        | Wygrana    |
| Międzynarodowe Głosowanie Online Krytyków Filmowych             | 2010 | Monster                                  | Najlepsza aktorka dekady                                         | Wygrana    |
| Irlandzka Akademia Filmowa i Telewizyjna                        | 2004 | Monster                                  | Najlepsza międzynarodowa aktorka filmowa                         | Nominacja  |
| Primetime Emmy Awards                                           | 2005 | Peter Sellers: Życie i śmierć            | Wybitna aktorka drugoplanowa w serialu lub filmie telewizyjnym   | Nominacja  |
| Nagrody Londyńskiego Kręgu Krytyków Filmowych                   | 2004 | Monster                                  | Aktorka roku                                                     | Nominacja  |
| Nagrody Londyńskiego Kręgu Krytyków Filmowych                   | 2019 | Gorący temat                             | Aktorka roku                                                     | Nominacja  |
| Stowarzyszenie Krytyków Filmowych w Los Angeles                 | 2003 | Monster                                  | Najlepsza aktorka                                                | 2. miejsce |
| Nagrody MTV Movie & TV                                          | 2004 | Monster                                  | Najlepszy występ kobiecy                                         | Nominacja  |
| Nagrody MTV Movie & TV                                          | 2004 | Monster                                  | Najlepszy pocałunek (z Christiną Ricci)                          | Nominacja  |
| Nagrody MTV Movie & TV                                          | 2016 | Mad Max: Na drodze gniewu                | Najlepszy występ kobiecy                                         | Wygrana    |
| Nagrody MTV Movie & TV                                          | 2016 | Mad Max: Na drodze gniewu                | Najlepszy bohater                                                | Nominacja  |
| Nagrody MTV Movie & TV                                          | 2016 | Mad Max: Na drodze gniewu                | Najlepsza walka (z Tomem Hardym)                                 | Nominacja  |
| Nagrody MTV Movie & TV                                          | 2018 | Atomic Blonde                            | Najlepsza walka (z Danielem Hargravem and Gregiem Rementerem)    | Nominacja  |
| National Board of Review                                        | 2003 | Monster                                  | Najlepszy występ przełomowy                                      | Wygrana    |
| Narodowe Towarzystwo Krytyków Filmowych                         | 2003 | Monster                                  | Najlepsza aktorka                                                | Wygrana    |
| Nagrody Kręgu Krytyków Filmowych w Nowym Jorku                  | 2003 | Monster                                  | Najlepsza aktorka                                                | 3. miejsce |
| New York Film Critics Online                                    | 2003 | Monster                                  | Najlepsza aktorka                                                | Wygrana    |
| Nickelodeon Kids' Choice Awards                                 | 2017 | Łowca i Królowa Lodu                     | Ulubiony złoczyńca                                               | Nominacja  |
| Nickelodeon Kids' Choice Awards                                 | 2017 | Łowca i Królowa Lodu                     | Ulubieni wrogowie (z Emily Blunt)                                | Nominacja  |
| Towarzystwo Krytyków Filmowych Online                           | 2003 | Monster                                  | Najlepsza aktorka                                                | Nominacja  |
| Towarzystwo Krytyków Filmowych Online                           | 2015 | Mad Max: Na drodze gniewu                | Najlepsza aktorka                                                | Nominacja  |
| Międzynarodowy Festiwal Filmowy w Palm Springs                  | 2006 | Daleka północ                            | Nagroda za osiągnięcie Desert Palm                               | Wygrana    |
| Międzynarodowy Festiwal Filmowy w Palm Springs                  | 2012 | Kobieta na skraju dojrzałości            | Nagroda awangardy przewodniczącego                               | Wygrana    |
| Międzynarodowy Festiwal Filmowy w Palm Springs                  | 2020 | Gorący temat                             | Nagroda dla międzynarodowej gwiazdy                              | Wygrana    |
| People’s Choice Awards                                          | 2013 | Prometeusz                               | Ulubiona aktorka z dramatów                                      | Nominacja  |
| People’s Choice Awards                                          | 2013 | Królewna Śnieżka i Łowca                 | Ulubiona aktorka z dramatów                                      | Nominacja  |
| People’s Choice Awards                                          | 2016 | Mad Max: Na drodze gniewu                | Ulubiona aktorka z filmów akcji                                  | Nominacja  |
| Nagrody Satellite                                               | 2000 | Wbrew regułom                            | Najlepsza aktorka w dramacie                                     | Nominacja  |
| Nagrody Satellite                                               | 2011 | Kobieta na skraju dojrzałości            | Najlepsza aktorka w filmie                                       | Nominacja  |
| Nagrody Satellite                                               | 2020 | Gorący temat                             | Najlepsza aktorka w dramacie                                     | Nominacja  |
| Nagrody Saturn                                                  | 2010 | Granice miłości                          | Najlepsza aktorka                                                | Nominacja  |
| Nagrody Saturn                                                  | 2013 | Królewna Śnieżka i Łowca                 | Najlepsza aktorka drugoplanowa                                   | Nominacja  |
| Nagrody Saturn                                                  | 2015 | Mad Max: Na drodze gniewu                | Najlepsza aktorka                                                | Wygrana    |
| Spike Video Game Awards                                         | 2005 | Aeon Flux                                | Najlepszy występ kobiecy                                         | Wygrana    |
| Krąg Krytyków Filmowych w San Francisco                         | 2003 | Monster                                  | Najlepsza aktorka                                                | Wygrana    |
| Krąg Krytyków Filmowych w San Francisco                         | 2019 | Gorący temat                             | Najlepsza aktorka                                                | Nominacja  |
| Nagrody Screen Actors Guild                                     | 2000 | Wbrew regułom                            | Znakomity występ zespołu aktorów w filmie fabularnym             | Nominacja  |
| Nagrody Screen Actors Guild                                     | 2004 | Monster                                  | Znakomity występ aktorki pierwszoplanowej w filmie fabularnym    | Wygrana    |
| Nagrody Screen Actors Guild                                     | 2005 | Peter Sellers: Życie i śmierć            | Znakomity występ aktorki pierwszoplanowej w serialu telewizyjnym | Nominacja  |
| Nagrody Screen Actors Guild                                     | 2006 | Daleka północ                            | Znakomity występ aktorki pierwszoplanowej w filmie fabularnym    | Nominacja  |
| Nagrody Screen Actors Guild                                     | 2020 | Gorący temat                             | Znakomity występ aktorki pierwszoplanowej w filmie fabularnym    | Nominacja  |
| Nagrody Screen Actors Guild                                     | 2020 | Gorący temat                             | Znakomity występ zespołu aktorów w filmie fabularnym             | Nominacja  |
| Stowarzyszenie Krytyków Filmowych w St. Louis                   | 2018 | Tully                                    | Najlepsza aktorka                                                | Nominacja  |
| Stowarzyszenie Krytyków Filmowych w St. Louis                   | 2019 | Gorący temat                             | Najlepsza aktorka                                                | Nominacja  |
| Teen Choice Awards                                              | 2012 | Królewna Śnieżka i Łowca                 | Choice Movie: Hissy Fit                                          | Wygrana    |
| Teen Choice Awards                                              | 2012 | Królewna Śnieżka i Łowca                 | Choice Movie: Złoczyńca                                          | Nominacja  |
| Teen Choice Awards                                              | 2012 | Prometeusz                               | Choice Movie: Letnia aktorka                                     | Nominacja  |
| Teen Choice Awards                                              | 2016 | Łowca i Królowa Lodu                     | Choice Movie: Aktorka Sci-Fi/Film Fantasy                        | Nominacja  |
| Teen Choice Awards                                              | 2016 | Łowca i Królowa Lodu                     | Choice Movie: Złoczyńca                                          | Nominacja  |
| Teen Choice Awards                                              | 2017 | Szybcy i wściekli 8                      | Choice Movie: Złoczyńca                                          | Nominacja  |
| Krąg Krytyków Filmowych w Vancouver                             | 2003 | Monster                                  | Najlepsza aktorka                                                | Wygrana    |
| Nagrody Stowarzyszenia Krytyków Filmowych w Washington D.C.     | 2005 | Daleka północ                            | Najlepsza aktorka                                                | Nominacja  |
| Nagrody Stowarzyszenia Krytyków Filmowych w Washington D.C.     | 2015 | Mad Max: Na drodze gniewu                | Najlepsza aktorka                                                | Nominacja  |
| Krąg Damskich Krytyków Filmowych                                | 2017 | Atomic Blonde                            | Odwaga w aktorstwie                                              | Nominacja  |